# Cracca dichrocarpa
Cracca dichrocarpa là một loài thực vật có hoa trong họ Đậu. Loài này được (Steudel ex Hochst.) Kuntze mô tả khoa học đầu tiên năm 1891.